# 鐵路安全裝置
鐵路的保安裝置，乃指為鐵路行車安全，防列發生鐵路事故的設施或設備。

## 目的
為了防止不論是人為還是非人為的錯誤，影響鐵路安全，故此，需要有鐵路的保安裝置，無論是否為有人為疏失，也可以避免鐵路事故發生。

## 種類
- 止衝擋
- 安全側線